# Kostel svatého Bartoloměje (Lovčice)
Kostel svatého Bartoloměje se nalézá v centru obce Lovčice v okrese Hradec Králové. Barokní kostel je chráněn jako kulturní památka ČR. Národní památkový ústav tento kostel uvádí v katalogu památek pod rejstříkovým číslem ÚSKP 27480/6-646.

## Historie
Historie kostela v Lovčicích je doložena již před rokem 1384, současná barokní bezvěžová stavba se zděnou zvonicí z roku 1714 nahrazující původní dřevěný kostel byla vybudována nákladem majitele chlumeckého panství hraběte Václava Norberta Oktaviána Kinského. Kostel je farním pro farnost Lovčice, jejíž duchovní správa je obstarávána ex currendo z Chlumce nad Cidlinou.

## Popis
Barokní kostel svatého Bartoloměje je jednolodní plochostropá obdélná stavba s pravoúhlým presbytářem. Presbytář je zaklenut valeně. Ve vnější stěně kostela jsou zazděny dva figurální náhrobníky, které byly dříve umístěny ve hřbitovní zdi. Starší pochází z roku 1585.
V těsném sousedství kostela stojí zděná zvonice se stanovou střechou krytou bobrovkami, zvonové patro je členěno lizénovými rámy. Půlkruhově zaklenutá okna jsou bez šambrán. Při stavbě zvonice byly do jejího zvonového patra ze staré stavby přeneseny tři zvony z let 1500, 1585 a 1607. 
Vnitřní zařízení je převážně rokokové z konce 18. století nebo pseudorokokové. Obraz Rodiny Páně je dílem církevního malíře Josefa Mathausera z roku 1860. Dochovala se cínová křtitelnice z roku 1614. Varhany pro kostel zhotovil roku 1841 varhanář Ignác Welzel. 

## Galerie

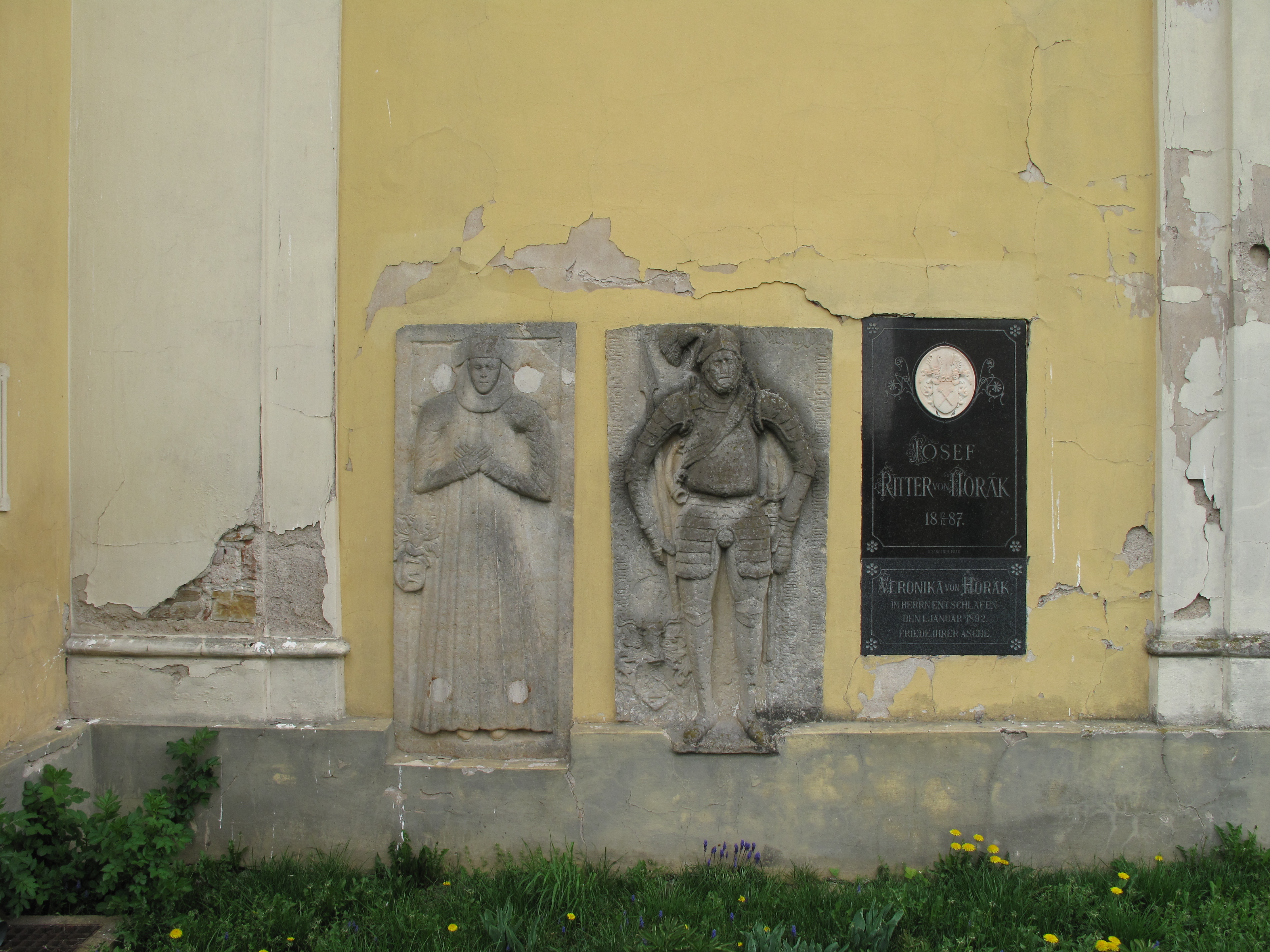
náhrobní deskyve zdi kostela v Lovčicích
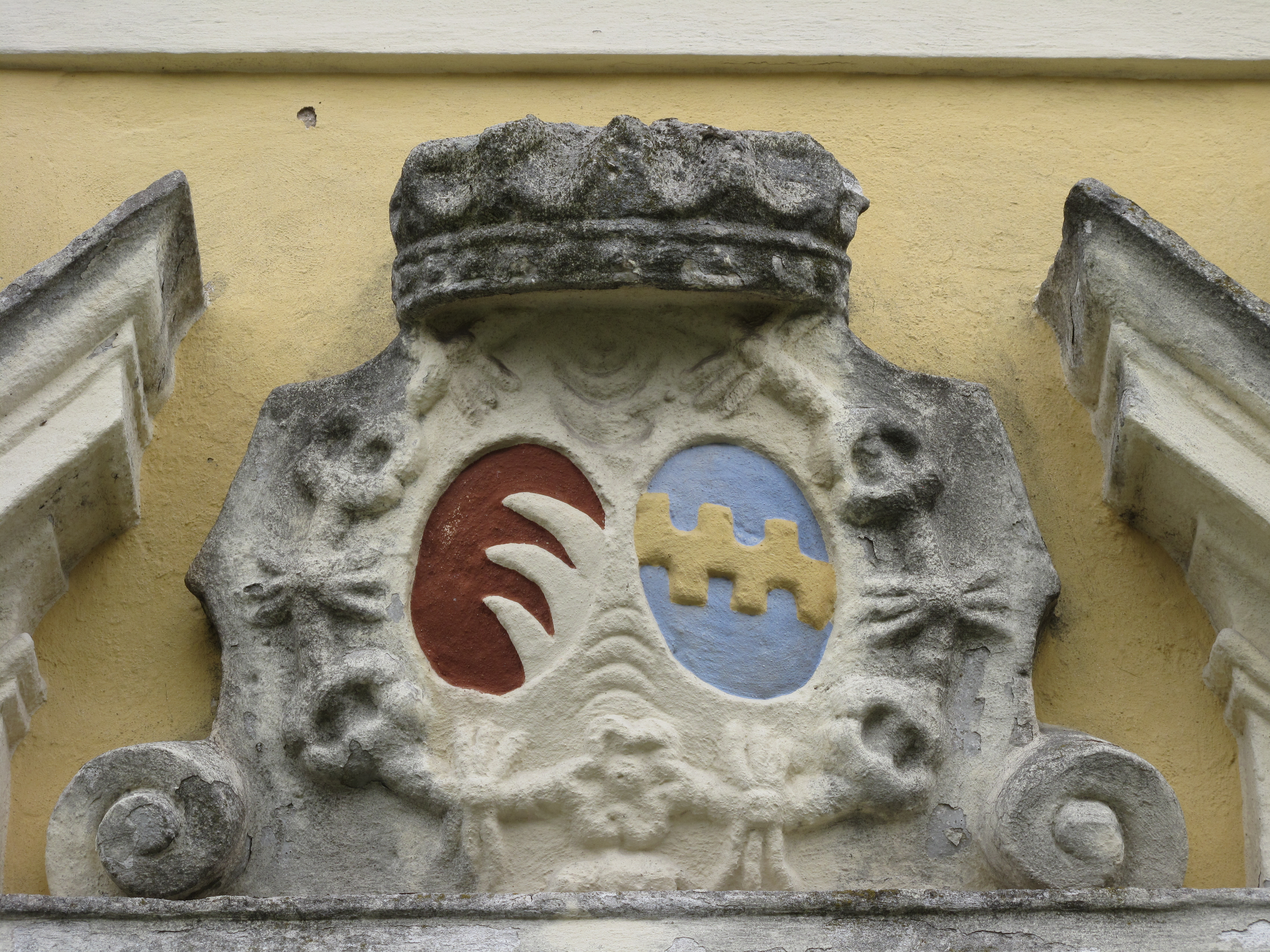
erby zakladatelů nad portálem kostela v Lovčicích
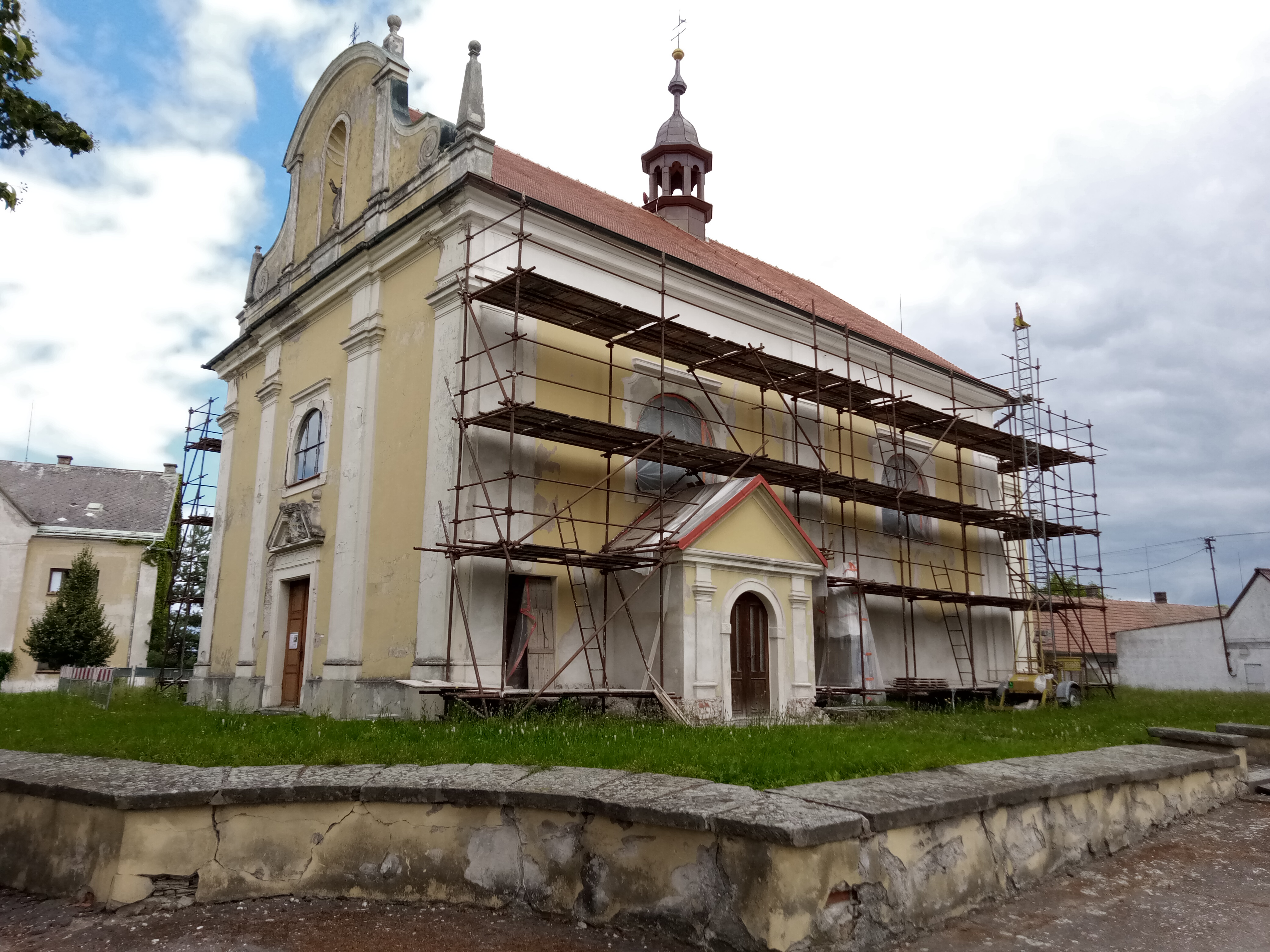
kostel během oprav v roce 2020